# Dubois, Idaho
Dubois este o localitate urbană cu 647 de locuitori (conform Census 2000) situat în comitatul Clark, statul  Idaho,  Statele Unite ale Americii. Orașul, care este sediul comitatului Clark, poartă numele fostului senator american Fred Dubois.
La 10 km nord de localitate se află un Centru experimental de creștere a oilor, care este al doilea angajator ca importanță din comitat. Stațiunea studiază rasele de oi pentru a sprijini crescătorii de oi din Statele Unite.  Dubois se află în apropierea pădurii naționale Caribou-Targhee.

## Date geografice
Orașul este amplasat la coordonatele 44°10′26″N 112°13′54″V / 44.17389°N 112.23167°V. După datele actuale furnizate de United States Census Bureau, localitatea ocupă o suprafață de 5.8 km², din care totul este uscat.